# Christian von Krockow
Christian Graf von Krockow (Rumbske in Pommeren, 26 mei 1927 – Hamburg, 13 maart 2002) was een Duitse politicoloog, historicus en schrijver. Von Krockow stamt uit een adellijke Kasjoebische familie. Na de Tweede Wereldoorlog vluchtte hij naar West-Duitsland, waar hij onder meer bij Martin Heidegger filosofie studeerde. Hij studeerde sociologie, filosofie en staatsrecht in Göttingen en Durham. Von Krockow was medeoprichter van de Carl von Ossietzky Universiteit in Oldenburg.
Tussen 1961  en 1969 was hij professor in de politieke wetenschappen aan meerdere universiteiten, allereerst in Göttingen. Naderhand ook in Frankfurt en Saarbrücken. In 1969 gaf hij zijn onderwijstaken op omdat hij de rebelse studenten niet "meer aankon". Hij leefde voortaan als schrijver.
Von Krockow promoveerde 1955 op het decisionisme van Carl Schmitt e.a., waarna hij daarop opnieuw inging in zijn 1958 verschenen «Die Entscheidung - Eine Untersuchung über Ernst Jünger, Carl Schmitt und Martin Heidegger». Hij stelde daarin dat de drie genoemde filosofen de subjectieve willekeur in hun werk zozeer beaamden, dat zij de grondslag legden voor de filosofische legitimatie van het nationaalsocialisme. Een verband, dat in die jaren niet overal graag gelegd werd.
De Tweede Wereldoorlog is het centrale moment in het werk van Von Krockow. Enerzijds verloor hij zijn geboorteplaats (hij vluchtte), dat vervolgens onder Polen kwam. Anderzijds zag hij door de oorlog het oude Europa en de ermee verbonden idealen van Bildung en Verlichting weggevaagd. De Holocaust wilde hij dan ook zien als een symbolische vernietiging van de Verlichtingsbelofte van Vrijheid en Gelijkheid.
Nog voor de polemologie als wetenschap was gevestigd, deed Von Krockow onderzoek naar verschillende vredeswetenschappelijke thema's. Zo publiceerde hij zijn "Soziologie des Friedens - Drei Abhandlungen zur Problematik des Ost-West-Konflikts". In deze context hing hij de Ost-Politik van Willy Brandt aan, zette zich in voor de verzoening met Polen en beschouwde de erkenning van de Oder-Neissegrens als de voorwaarde voor een duurzame vrede in Europa. 
In 1993 hield Von Krockow in Leiden de jaarlijkse Huizingalezing, over het onderwerp Moeilijk nabuurschap: over de geschiedenis en toekomst van de Duits-Nederlandse betrekkingen.

## Werken
- Begegnung mit Ostpreußen
- Otto von Bismarck (Biografie) (1997)
- Churchill (Biografie) (1999)
- Der deutsche Niedergang. Ein Ausblick ins 21. Jahrhundert (1998)
- Die Elbreise
- Erinnerungen. Zu Gast in drei Welten
- Fahrten durch die Mark Brandenburg (1991)
- Die preußischen Brüder. Prinz Heinrich und Friedrich der Große. Ein Doppelportrait
- Die Reise nach Pommern (1985)
- Die Rheinreise
- Rheinsberg
- Die Stunde der Frauen (1988)
- Vom lohnenden Leben
- Die deutschen in ihrem Jahrhundert (1990)
- Über die Deutschen
- Hitler und seine Deutschen
- Einspruch gegen den Zeitgeist
- Kaiser Wilhelm II. und seine Zeit. Biografie einer Epoche
- Die Zukunft der Geschichte. Ein Vermächtnis
- Stadtgeläut. Menschen in einem Grandhotel
- Der große Traum von Bildung. Auf den Spuren der großen Entdeckungsreisenden James Cook und Georg Forster
- Eine Frage der Ehre. Stauffenberg und das Hitler-Attentat vom 20. Juli 1944
- Porträts berühmter deutscher Frauen. Von Königin Luise bis zur Gegenwart
- Porträts berühmter deutscher Männer. Von Martin Luther bis zur Gegenwart

- Bibliothèque nationale de France: cb12035113w (data)
- Gemeinsame Normdatei: 119360799
- International Standard Name Identifier: 0000 0000 8174 2858
- Library of Congress Control Number: n82126610
- Nationale Bibliotheek van Letland: 000153709
- Nationale Bibliotheek van Tsjechië: jn19990004670
- Nationale Bibliotheek van Israël: 987007264143505171
- Nationale Bibliotheek van Polen: a0000002376830
- Nederlandse Thesaurus van Auteursnamen: 06757730X
- LIBRIS: 293115
- Système universitaire de documentation: 028534301
- Virtual International Authority File: 109155577
- WorldCat: E39PBJyMkTPBm4tmP9mRPCfrMP